# Condottiero

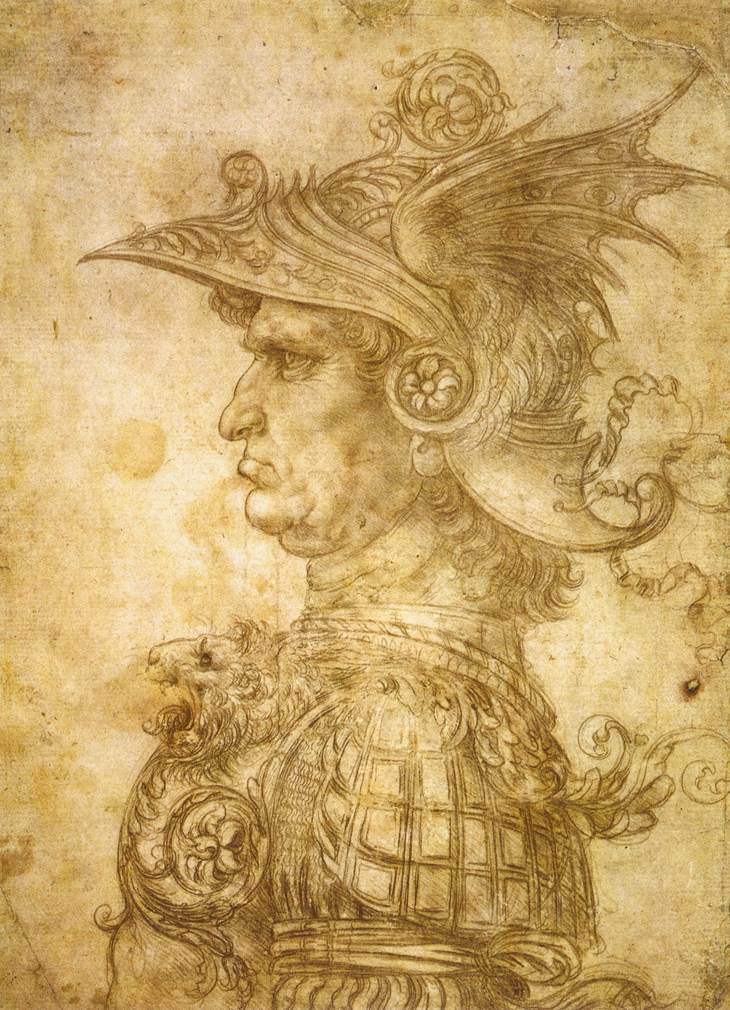
Il Condottiere, de Leonardo da Vinci

El condottiero (en italià plural condottieri; singular condottiero) era el nom que rebien els capitans de tropes mercenàries al servei de les ciutats estat italianes des de finals de l'Edat Mitjana fins a mitjans del segle xvi. La paraula condottiero deriva de condotta, terme que designava al contracte entre el capità de mercenaris i el govern que llogava els seus serveis. En la historiografia italiana són anomenats capitani di ventura.

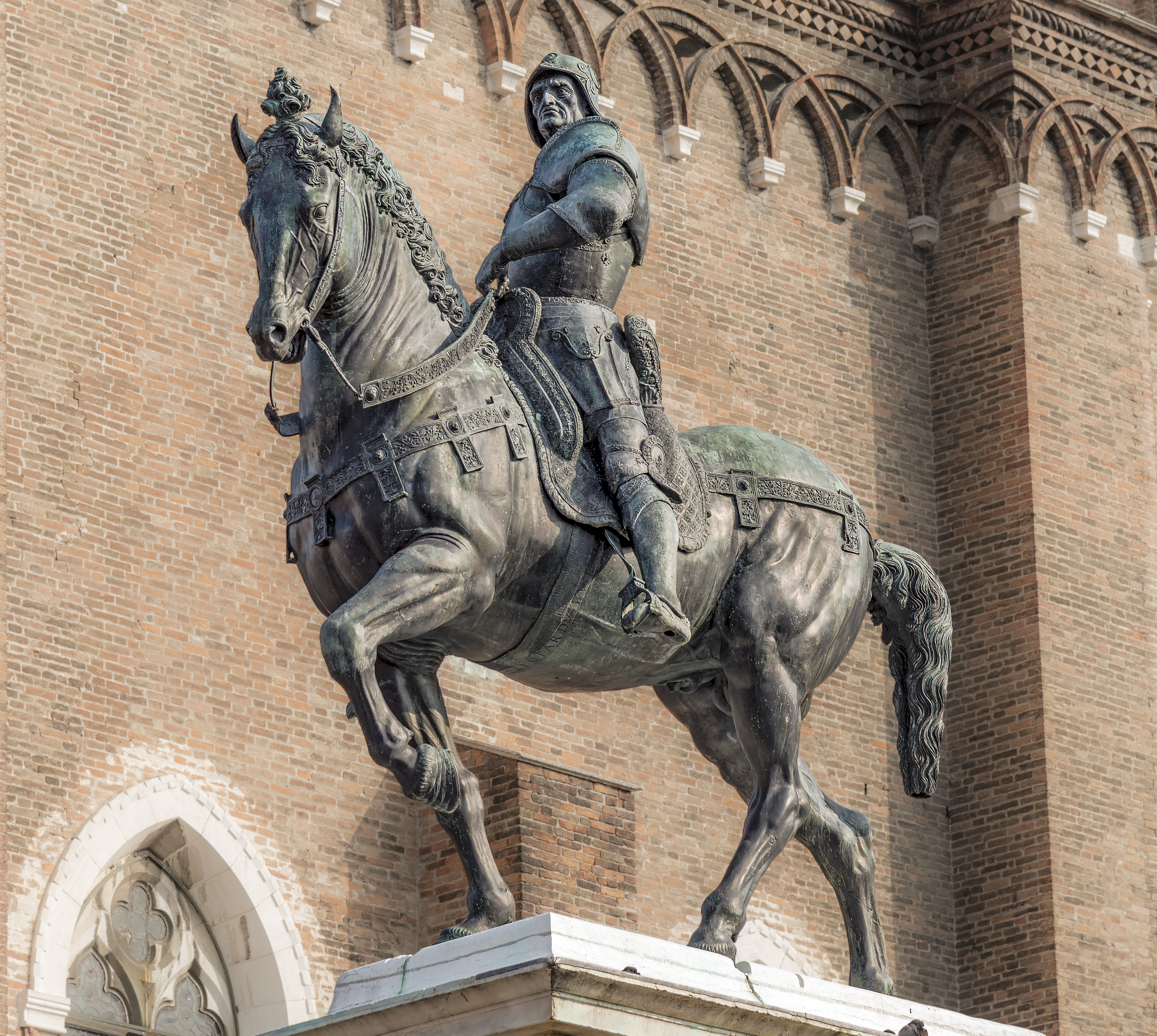
L'estàtua eqüestre de Bartolomeo Colleoni

Els condottieri consideraven la guerra com un veritable art. No obstant això, els seus interessos no eren sempre els mateixos que els dels estats al servei dels quals estaven. Buscaven riquesa, fama i terres per a si, i no estaven lligats per llaços patriòtics a la causa per la qual lluitaven. Eren cèlebres per la seva falta d'escrúpols: podien canviar de bàndol si trobaven un millor postor abans o fins i tot durant la batalla. Conscients del seu poder, de vegades eren ells els quals imposaven condicions als seus suposats patrons.
Els primers condottieri van ser mercenaris estrangers (sobretot alemanys), però ja en el segle xv gairebé tots els professionals de les armes eren italians. Aquest segle va suposar la veritable edat d'or dels condottieri, amb grans figures, com Gattamelata o Bartolomeo Colleoni. A principis del segle xvi, no obstant això, van ser incapaços de plantar cara amb les seves tàctiques antiquades i les seves armadures medievals, als exèrcits moderns de les potències europees que van envair Itàlia, i van acabar per desaparèixer cap a 1550.

## Història
Als segles xiii i xiv, les ciutats estat italianes de Venècia, Florència i  Gènova eren molt riques gràcies al seu comerç amb Llevant, però posseïen exèrcits nacionals molt petits. En el cas que els ataquessin potències estrangeres i veïns envejosos atacats, els nobles governants contractaven mercenaris estrangers perquè lluitessin per ells. Els termes i condicions del servei militar es van estipular en una condotta (contracte) entre la ciutat estat i els soldats (oficials i allistats), per tant, el líder contractat, el capità mercenari al comandament, va ser titulat Condottiere.

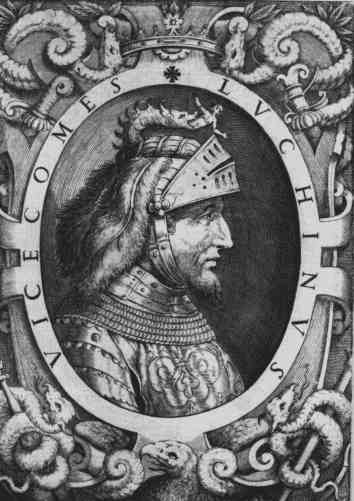
Luchino Visconti derrotà la Companyia de Sant Jordi de Werner von Urslingen a la batalla de Parabiago

Des del segle xi al XIII, soldats europeus dirigits per oficials professionals van lluitar contra els musulmans a les Croades (1095-1291). Aquests oficials croats tenien experiència de combat a gran escala en la guerra de la Terra Santa. En acabar les Croades les primeres mesnades (bandes de soldats errants) van aparèixer a Itàlia. Tenint en compte la professió, algunes mesnades no eren tant mercenaris com bandits i homes desesperats. Aquestes mesnades no eren italianes, sinó (majoritàriament) alemanyes, del ducat de Brabant (per tant, brabanzoni), i de Catalunya i Aragó. Aquests últims eren soldats que havien seguit el rei Pere III d'Aragó a la Guerra de les Vespres Sicilianes l'octubre de 1282, i, després de la guerra, hi van romandre a la recerca d'ocupació militar. Pel 1333 altres mercenaris havien arribat a Itàlia per lluitar amb Joan de Bohèmia com la guerra de la Compagnia della Colomba entre Perusa i Arezzo.

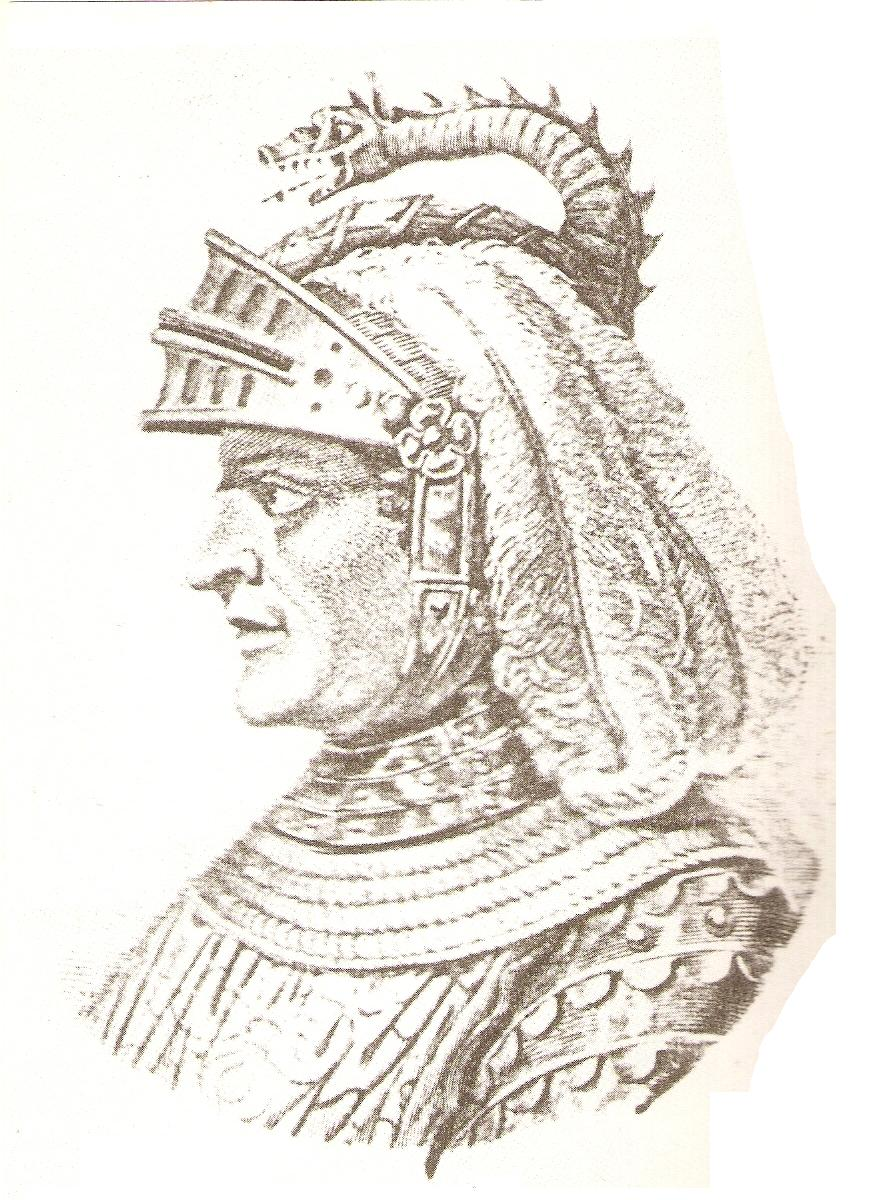
Alberico da Barbiano i John Hawkwood fundaren la Companyia de Sant Jordi i derrotaren a la companyia de bretons de l'antipapa Climent VII a Marino en 1379

Els primers mercenaris ben organitzats a Itàlia van ser les companyies de ventura del duc Werner von Urslingen i del comte Konrad von Landau. La companyia de von Urslingen es va diferenciar d'altres companyies mercenàries perquè el seu codi de justícia militar va imposar la disciplina i un repartiment equitatiu dels ingressos del contracte. La companyia de ventura va augmentar en nombre fins a esdevenir la temible "Gran Companyia" d'uns 3.000 barbute (cada barbuta composta per un cavaller i un sergent). La primera companyia mercenària amb un condottiero italià com a cap va ser la "Companyia de Sant Jordi", formada en 1339 i dirigida per Lodrisio Visconti. Aquesta companyia va ser derrotada i destruïda per Luchino Visconti de Milà (un altre condottiero i oncle de Lodrisio) a l'abril de 1339. Més tard, en 1377, es va formar una segona "Companyia de St. Jordi" sota el lideratge de l'italià Alberico da Barbiano i del comte de Conio, qui més tard va ensenyar ciència militar per condottieri, com Braccio da Montone i Giacomuzzo Attendolo Sforza, qui també va servir a la companyia.
Un cop conscients que posseïen el monopoli militar a Itàlia, les bandes de condottieri es van fer famoses per llurs capritxos, i aviat imposaren condicions a qui suposadament servien. Al seu torn, molts condottieri, com Braccio da Montone i Muzio Sforza, van convertir-se en poderosos polítics. Com que la majoria eren homes que havien rebut educació i estaven familiaritzats amb els manuals de la ciència militar romana (per exemple, l'Epitoma rei militarii de Flavi Renat Vegeci), van passar a concebre la guerra amb la perspectiva de la ciència militar més que no pas com una qüestió de valor o de força física —cosa que suposava un allunyament decisiu de la cavalleria, el model militar tradicional medieval. Així doncs, els condottieri lluitaven per immobilitzar l'oponent i combatre la capacitat de fer la guerra en lloc d'arriscar-se en combat a camp obert, on hom podia morir o ser capturat.

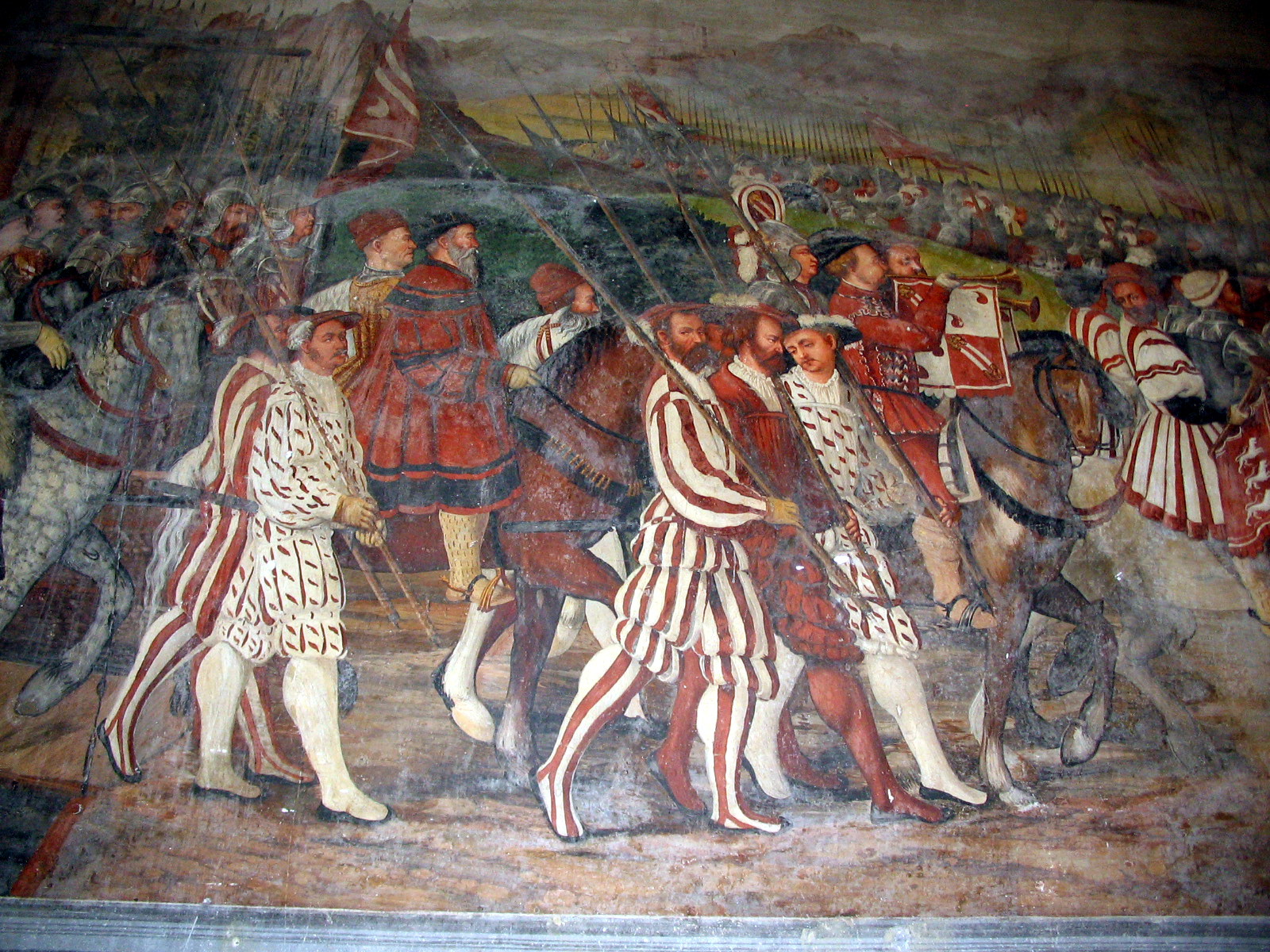
Detall de frescos, amb soldats.

Els primers condottieri medievals van fer evolucionar l'art de la guerra (l'estratègia i la tàctica militars) cap a la ciència militar més que no pas qualssevol de llurs predecessors militars històrics: amb la noció de lluita indirecta, en lloc de directa, evitaven posar-se en perill a si mateixos i als seus homes; amb això, evitaven la batalla sempre que era possible i també el treball onerós i les campanyes d'hivern, car tot això reduïa el nombre total de soldats entrenats disponibles i afectava negativament llurs interessos polítics i econòmics. Nicolau Maquiavel va arribar a dir que els condottieri s'enfrontaven entre si en batalles grandioses, però sovint inútils i gairebé incruentes. Tanmateix, més avançat el Renaixement, els condottieri encara feien servir una línia de batalla de grans cavallers amb armadura i les armes i tàctiques medievals, després que la majoria de les potències europees havien començat a emprar exèrcits permanents professionals de piquers i mosqueters. Això va contribuir a llur declivi i desaparició final.
El 1347, Cola di Rienzo (tribú i dictador efectiu de la ciutat) va executar Werner von Urslingen a Roma, i Konrad von Landau assumí el comandament de la Gran Companyia. En concloure en 1360 el Tractat de Brétigny entre Anglaterra i França, Sir John Hawkwood va comandar vers Itàlia un exèrcit de mercenaris anglesos, anomenat la Companyia Blanca, que va tenir un paper destacat en les confuses guerres dels trenta anys següents. Cap a la darreria del segle els italians van començar a organitzar exèrcits amb la mateixa estructura. Amb això va acabar l'època de l'hegemonia de les companyies estrictament mercenàries i va començar la dels exèrcits mercenaris semi-nacionals que van dominar a Europa fins que van ser reemplaçats pel sistema d'exèrcits nacionals permanents. El 1363, el comte von Landau va ser traït pels seus soldats hongaresos i derrotat en combat per les tàctiques més avançades de la Companyia Blanca sota el comandament d'Albert Sterz i John Hawkwood.
Quant als canvis en estratètgia, el barbuta va ser substituït per la lancia (un capo-lancia, un escuder i un noi) de tres soldats muntats; cinc lancia formaven una posta, cinc posta formaven una bandiera. En aquest moment, les companyies de condottieri en campanya eren tant italians com estrangers: la Compagnia della Stella d'Astorre I Manfredi; una nova Companyia de St. Jordi sota Ambrogio Visconti; la Compagnia del Cappelletto de Niccolò da Montefeltro; i la Compagnia della Rosa, comandada per Giovanni da Buscareto i Bartolomeo Gonzaga.
A partir del segle xv la majoria de condottieri eren nobles italians sense terra que havien triat la professió de les armes com a mitjà de vida; el més famós d'aquests capitosts mercenaris era el fill de Caterina Sforza, Giovanni dalle Bande Nere, de Forlì, conegut com l'últim condottiero; el seu fill va ser Cosme I de Mèdici, gran duc de Toscana; a més de nobles, alguns prínceps també van lluitar com a condottieri, car això aportava ingressos notables a llurs hisendes; hi destaca Sigismondo Malatesta, Senyor de Rímini i Federico da Montefeltro, Duc d'Urbino. Tot i la inflació en temps de guerra, la soldada era alta:
- 1.900 florins mensuals en 1432: Micheletto Attendolo (Florència)
- 6.600 florins mensuals en 1448: Guillem VIII de Monferrato, de Francesco Sforza (Milà); la paga del soldat allistat era 3.300 florins, la meitat que la d'un oficial
- 33.000 escuts a l'any per 250 homes en 1505: Francesc II Gonzaga (Florència)
- 100.000 escuts anuals per 200 homes en 1505: Francesco Maria I della Rovere (Florència)

Els condottieri caps de companyia seleccionaven els soldats per a allistar; la condotta era un contracte consolidat, i, quan transcorria la ferma (període de servei) la companyia entrava en un període d'aspetto (espera), en què la ciutat-estat que contractava en considerava la renovació. Si la condotta expirava, el condottiero no podia declarar la guerra durant dos anys contra la ciutat-estat que l'havia contractat. Aquest costum militar-empresarial es respectava perquè la reputació professional (credibilitat empresarial) ho era tot pels condottieri; enganyar el qui et contractava era arruïnar-te la reputació. El mateix ocorria amb els mercenaris marítims que signaven un contratto d'assento («contracte d'assentiment»), el qual estipulava els termes i les condicions del servei militar naval; els capitans de mar i els mariners contractats s'anomenaven assentisti. Llurs principals sol·licitants, d'ençà del segle xiv, van ser Gènova i els Estats Papals, car Venècia considerava una humiliació emprar mariners militars d'aquesta manera i no va fer servir mercenaris navals, ni tan sols durant el període de més perill en la història de la ciutat.

A la Itàlia del segle xv, els condottieri eren mestres senyors de la guerra; durant les guerres d'Itàlia, Maquiavel va observar: 
| «                                     | Cap dels principals estats no estava armat amb les seues pròpies forces. Així, les armes d'Itàlia eren o bé en mans de prínceps menors o bé d'homes que no posseïen cap estat; els prínceps menors no van adoptar l'exercici de les armes per cap desig de glòria, ans per adquirir o bé possessions o bé seguretat; els altres [els qui no posseïen cap estat], que l'havien adoptat de la infància ençà, no estaven familiaritzats amb cap altre art, i van fer la guerra per emolument, o per conferir-se dignitats. | » |
| — Nicolau Maquiavel, Història I. vii. | |   |

El 1487, a Calliano, els venecians s'hi van unir amb èxit i van lluitar contra els lansquenets alemanys i la infanteria suïssa, que llavors eren els millors soldats a Europa.

## Declivi

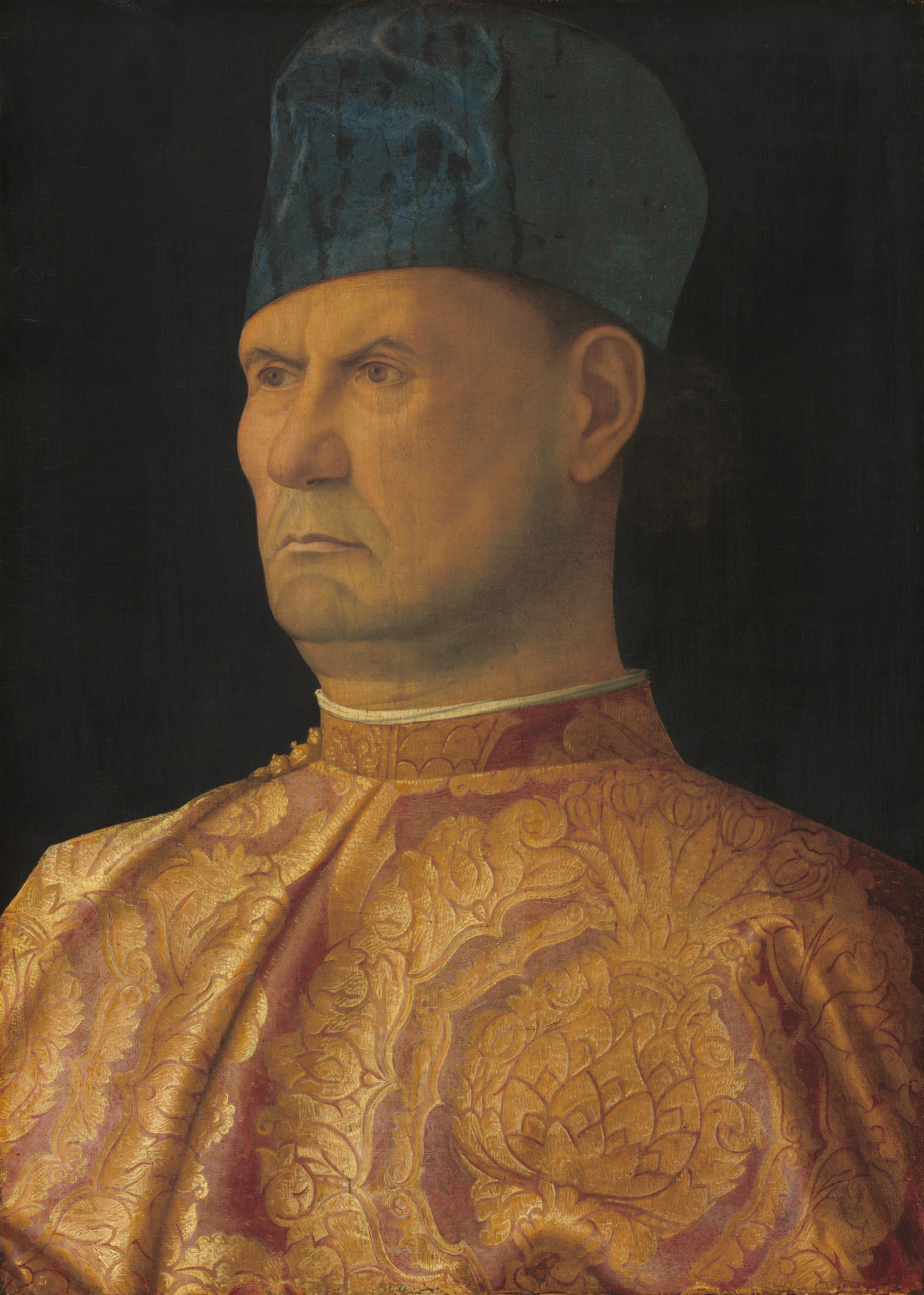
Bartolomeo d'Alviano un dels condottiere a Garigliano

Amb el temps els interessos financers i polítics dels condottieri van esdevenir entrebancs greus per les guerres decisives i cruentes: els capitosts mercenaris sovint eren traïdors que tendien a evitar el combat i "resoldre" la lluita amb un suborn, bé oferint-lo o be acceptant-lo. Cap a la darreria del segle xv, quan les grans ciutats havien fagocitat a poc a poc els petits estats i la pròpia Itàlia es va veure embolicada en el corrent general de la política europea i era el camp de batalla dels poderosos exèrcits francès, espanyol i alemany, els condottieri, que al remat van resultar ser molt desiguals a la gendarmeria de França i a les tropes millorades dels estats italians, desaparegueren a poc a poc.
Els soldats dels condottieri eren gairebé íntegrament cavalleria cuirassada pesant (homes d'armes). Abans del 1400 tenien poc o res en comú amb els pobles entre els que van combatre, i llur conducta desordenada i rapacitat sovint semblaven haver superat la dels exèrcits medievals. Sempre estaven disposats a canviar de bàndol davant la perspectiva d'una paga més alta, l'enemic d'avui podrien ser els companys d'armes del demà. A més, un pres era sempre més valuós que un enemic mort. Com a conseqüència, les seves batalles eren sovint tan incruentes com teatrals. Eren coneguts exèrcits esplèndidament equipats per a lluitar durant hores gairebé sense la pèrdua d'un home (Batalla de Zagonara, 1424; Batalla de Molinella, 1467).
El declivi dels condottieri es va iniciar en 1494, amb la primera gran invasió estrangera en un segle: l'exèrcit reial del rei de França, Carles VIII va colpejar les dividides ciutats estat italianes i llurs petits exèrcits de condottieri. Els condottieri més reconeguts lluitaren per a potències estrangeres: Gian Giacomo Trivulzio abandonà Milà per França, mentre que Andreu Doria era almirall de l'emperador germànic Carles V. Al final el fracàs era polític més que militar, derivat de la desunió i la indecisió política, i pel 1550 el servei militar condotta havia desaparegut, mentre que el terme condotiero seguia sent actual, denominant al grans generals italians (principalment) que lluitaven pels estats estrangers; homes com Gian Giacomo Medici, Ambrogio Spinola, Marcantonio II Colonna, Raimondo Montecuccoli i Prospero Colonna eren prominents en els segles xvi i xvii. La pràctica política de contractació de mercenaris estrangers, però, no va acabar. Per exemple, la Guàrdia suïssa del Vaticà són les restes moderns d'un exèrcit mercenari històricament eficaç.
L'època de les armes de foc i armes que empren pólvora també va contribuir al declivi dels condottieri. Tot i que les forces mercenàries van ser les primers a adaptar-se a les noves tecnologies en el camp de batalla, a darrer terme, l'adveniment de la guerra amb armes de foc va fer obsolet l'estil de lluita cerimonial dels condottieri. Quan els camps de batalla van canviar els enfrontaments cavallerescos caracteritzats per l'ostentació de poder a la guerra del soldat comú, els condottieri no estaven preparats per adaptar-s'hi.

## Condottieri famosos
- Roger de Flor (c. 1268–1305)
- Malatesta da Verucchio (1212–1312)
- Castruccio Castracani, Lord of Lucca (1281–1328)
- Cangrande della Scala (1291–1329)
- Walter VI de Brienne (c. 1304–1356)
- “Sir” John Hawkwood (Giovanni Acuto, c. 1320–1394)
- Giovanni Ordelaffi de Forlì (1355–1399)
- Astorre I Manfredi (1345–1405)
- Alberico da Barbiano (1344–1409)
- Walter Benedict
- Johann II (Habsburg-Laufenburg) (c. 1330–1380)
- Facino Cane de Casale (c. 1360–1412)
- Angelo Broglio da Lavello, Tartaglia (1350 or 1370–1421)
- Andrea Fortebracci, Braccio da Montone (1368–1424)
- Muzio Attendolo, Sforza (fort) (1369–1424)
- Francesco Bussone da Carmagnola comte de Carmagnola (1390–1432)
- Giovanni Vitelleschi (d. 1440)
- Erasmo da Narni, Gattamelata (1370–1443)
- Niccolò Piccinino (1380–1444)
- Micheletto Attendolo (cosí o nebot de Muzio Attendolo, c. 1390–c. 1451)
- Francesco Sforza (1401–1466)
- Sigismondo Malatesta (1417–1468)
- Bartolomeo Colleoni (c. 1400–1475)
- Federico III da Montefeltro (1422–1482)
- Vitellozzo Vitelli (1458–1502)
- Oliverotto Euffreducci (1475–1502)
- Cèsar Borja (1475–1507)
- Niccolò di Pitigliano (d. 1510)
- Bartolomeo d'Alviano (1455–1515)
- Gio Matteo Natoli (ca. 1510)
- Ettore Fieramosca (1479–1515)
- Gian Giacomo Trivulzio (c. 1441–1518)
- Giovanni dalle Bande Nere (1498–1526)
- Ferrante Gonzaga (1507–1557)

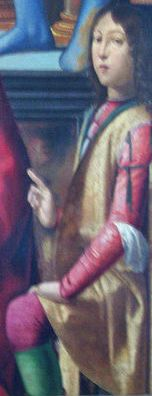
Carlo I Malatesta, vencedor a Motta in 1412
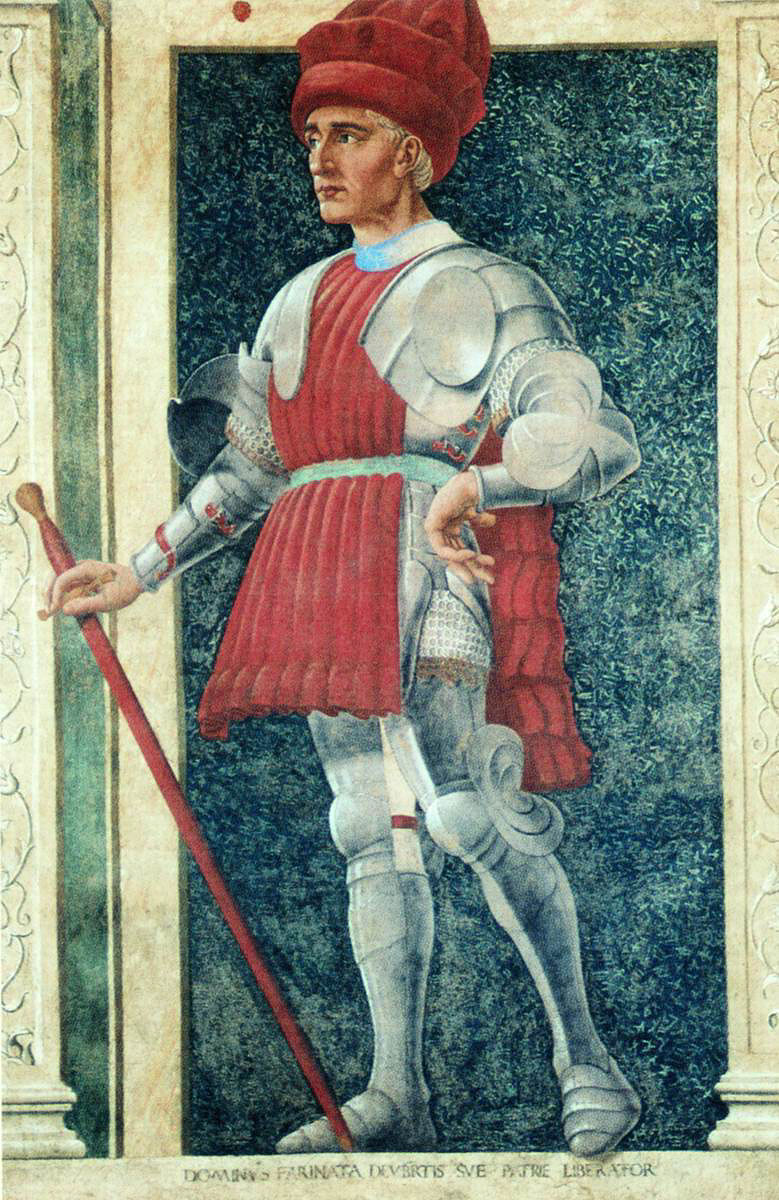
Farinata degli Uberti per Andrea del Castagno, amb vestimenta típica de condottiero del segle XV
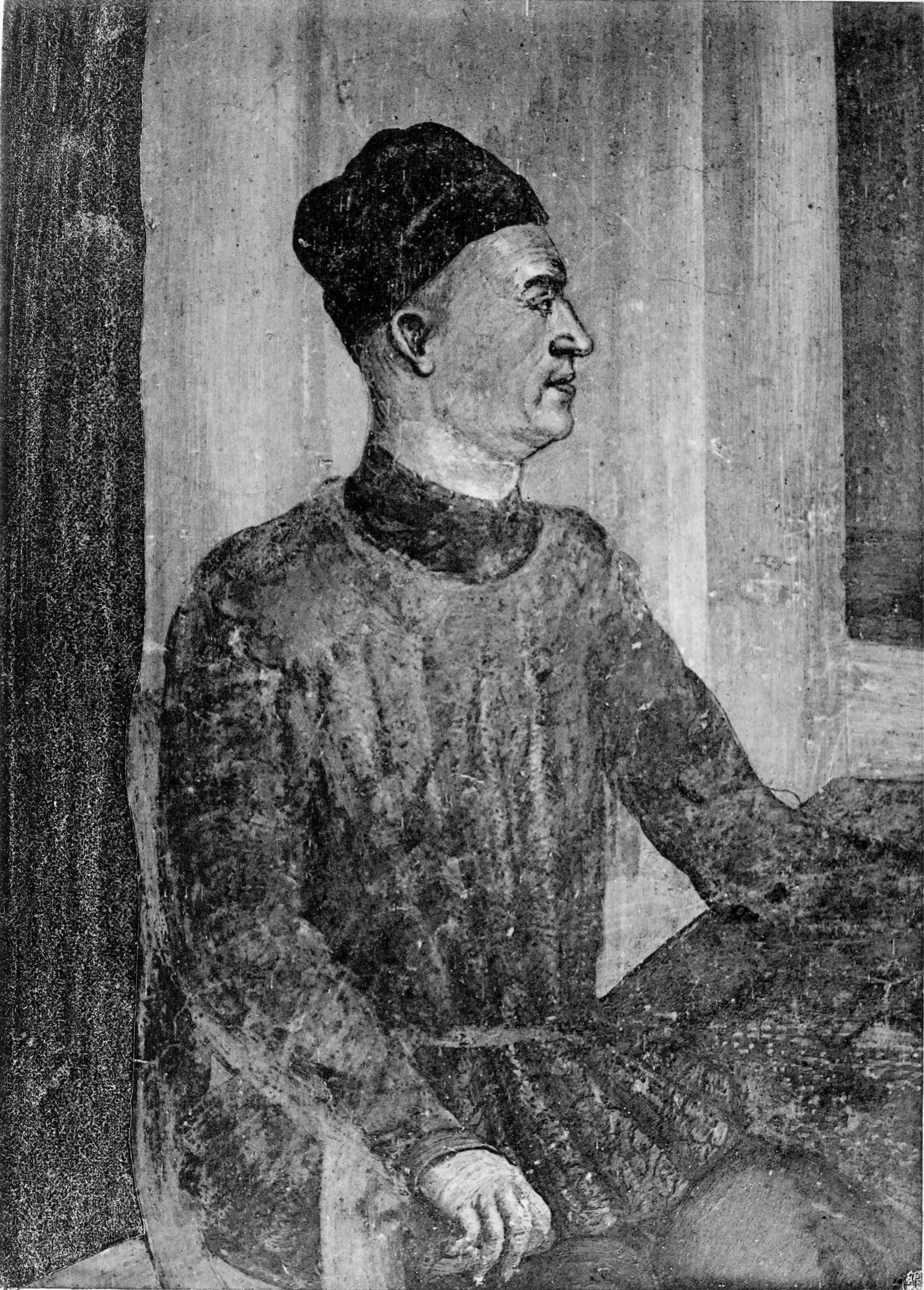
Bartolomeo Colleoni derrotà els francesos a Bosco Marengo 1447
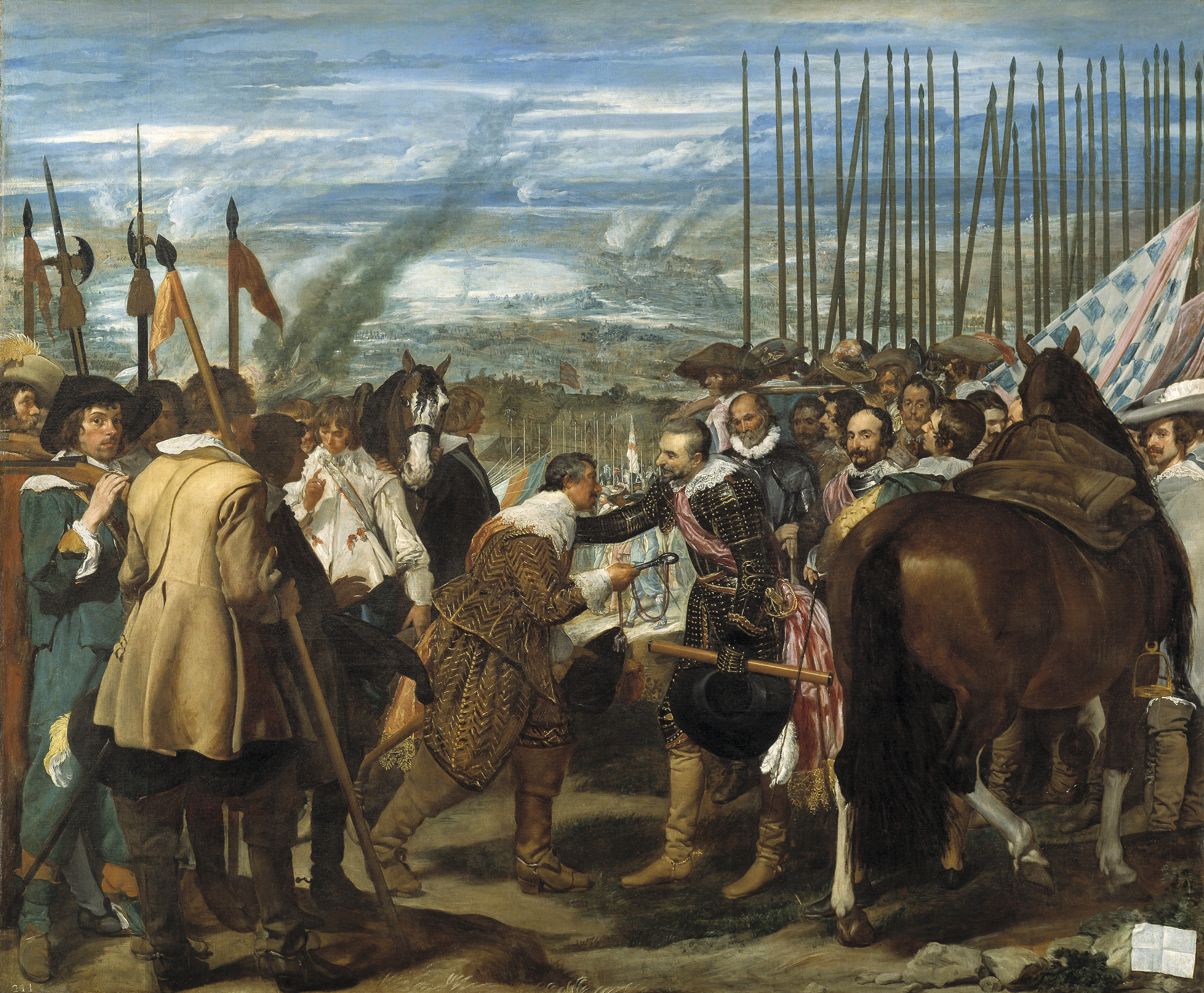
Ambrogio Spinola un dels darrers condottieros